# 3e corps d'armée (Allemagne)
Pour les articles homonymes, voir 3e corps d'armée.
Le 3e corps d'armée (en allemand : III. Armeekorps) était un corps d'armée de l'armée de terre allemande: la Heer au sein de la Wehrmacht pendant la Seconde Guerre mondiale.

## Hiérarchie des unités
| Nom          | Nbre d'hommes       | Unités subalternes                | Grade de commandement                 |
| ------------ | ------------------- | --------------------------------- | ------------------------------------- |
| Heeresgruppe | + 300 000           | 2 à + Armeen (Armées)             | Generaloberst ou Generalfeldmarschall |
| Armee        | + 100 000 - 300 000 | 2 à + Armeekorps (Corps d'armées) | General ou Generaloberst              |
| Armeekorps   | + 30 000 - 80 000   | 2 à + Divisionen (Division)       | Generalleutnant ou General            |
| Division     | + 10 000 – 20 000   | 2 à 6 Brigaden (Brigade)          | Generalmajor ou Generalleutnant       |
| Brigade      | + 3 000 – 5 000     | jusqu'à 3 Regimentern (Régiment)  | Oberst ou Generalmajor                |

## Historique
Le III. Armeekorps est fondé à partir du 1er octobre 1934 avec le personnel d'origine de la 3e division de la Reichswehr, situé à Berlin dans le Wehrkreis III (troisième district militaire).
Le III. Armeekorps prend part aux invasions de la Pologne, de la Belgique et de la France. 

Il est progressivement augmenté vers un Corps motorisé, III. Armeekorps (Mot.), en mars 1941 et est renommé III. Panzerkorps le 21 juin 1942.

## Organisation

### Commandants successifs
| Date                                | Grade                  | Commandant             |
| ----------------------------------- | ---------------------- | ---------------------- |
| 1er octobre 1935 - 10 novembre 1938 | General der Infanterie | Erwin von Witzleben    |
| 10 novembre 1938 - 13 novembre 1941 | Generaloberst          | Curt Haase             |
| 13 novembre 1940 - 15 janvier 1941  | General der Infanterie | Kurt von Greiff        |
| 15 janvier 1941 - 15 février 1941   | Generaloberst          | Curt Haase             |
| 15 février 1941 - 21 juin 1942      | Generaloberst          | Eberhard von Mackensen |

### Chef des Generalstabes
| Date                               | Grade               | Commandant                                   |
| ---------------------------------- | ------------------- | -------------------------------------------- |
| Création - 1er juillet 1935        | Oberst              | Erich von Manstein                           |
| 1er juillet 1935 - 1er avril 1938  | Generalmajor        | Hans-Gustav Felber                           |
| 1er avril 1938 - 26 septembre 1939 | Generalmajor        | Curt Gallenkamp                              |
| 1er octobre 1939 - 7 mai 1940      | Oberstleutnant i.G. | Nikolaus von Vormann                         |
| 12 mai 1940 - 1er avril 1942       | Oberst i.G.         | Ernst-Felix Faeckenstedt                     |
| 1er avril 1942 - 21 juin 1942      | Oberst i.G          | Sigismund-Helmut Ritter und Edler von Dawans |

### 1. Generalstabsoffizier (Ia)
| Date                           | Grade               | Commandant               |
| ------------------------------ | ------------------- | ------------------------ |
| Création - 10 novembre 1938    | Oberstleutnant i.G. | Gustav von Harteneck     |
| 10 novembre 1938 - 12 mai 1940 | Oberstleutnant i.G. | Ernst-Felix Faeckenstedt |
| 12 mai 1940 - Janvier 1942     | Major i.G.          | Horst Kraehe             |
| Janvier 1942 - 21 juin 1942    | Major i.G.          | Martin von Graevenitz    |

## Théâtres d'opérations
- Pologne : Septembre 1939 - Mai 1940
- France : Mai 1940 - Juin 1941
- Front de l'Est, secteur Sud : Juin 1941 - Juin 1942

## Ordre de batailles

### Rattachement d'Armées
| Date         | Armée          | Groupe d'Armées   |
| ------------ | -------------- | ----------------- |
| 1939         |                |                   |
| 26 août      | 4. Armee       | Heeresgruppe Nord |
| 26 septembre | 1. Armee       | Heeresgruppe C    |
| 8 octobre    | 6. Armee       | Heeresgruppe A    |
| 20 octobre   | 12. Armee      | Heeresgruppe A    |
| 1940         |                |                   |
| 1er janvier  | 12. Armee      | Heeresgruppe B    |
| 18 juillet   | 18. Armee      | -                 |
| Septembre    | 12. Armee      | Heeresgruppe B    |
| 1941         |                |                   |
| 17 janvier   | 17. Armee      | Heeresgruppe B    |
| Mai          | 6. Armee       | Heeresgruppe A    |
| 22 juin      | Panzergruppe 1 | Heeresgruppe Süd  |
| 1942         |                |                   |
| 1er janvier  | 1. Panzerarmee | Heeresgruppe Süd  |
| 29 mai       | 6. Armee       | Heeresgruppe Nord |

### Unités subordonnées
1er mars 1939
- Infanterie-Kommandeur 3
- 23. Infanterie-Division

1er septembre 1939
- 50. Infanterie-Division
- Brigade Netze

29 avril 1940
- 3. Infanterie-Division
- 23. Infanterie-Division

16 mai 1940
- 3. Infanterie-Division
- 23. Infanterie-Division
- 52. Infanterie-Division

8 juin 1940
- 3. Infanterie-Division
- 23. Infanterie-Division
- 52. Infanterie-Division
- 298. Infanterie-Division

27 juin 1940
- 3. Infanterie-Division
- 23. Infanterie-Division
- 52. Infanterie-Division
- 298. Infanterie-Division

22 juillet 1940
- 75. Infanterie-Division
- 62. Infanterie-Division

19 juin 1941
- 14. Panzer-Division
- 44. Infanterie-Division
- 298. Infanterie-Division

22 juin 1941
- 14. Panzer-Division

27 juin 1941
- 13. Panzer-Division
- 25. Infanterie-Division (mot.)
- 14. Panzer-Division

7 août 1941
- 13. Panzer-Division
- 14. Panzer-Division
- 60. Infanterie-Division (mot.)
- SS-Division Wiking
- 57. Infanterie-Division

3 septembre 1941
- 14. Panzer-Division
- 60. Infanterie-Division (mot.)
- 13. Panzer-Division
- SS-Division "Wiking"
- 198. Infanterie-Division

12 septembre 1941
- 198. Infanterie-Division
- SS-Division Wiking
- 13. Panzer-Division
- 60. Infanterie-Division (mot.)

22 septembre 1941
- 198. Infanterie-Division
- SS-Division Wiking
- 60. Infanterie-Division (mot.)

16 janvier 1942
- SS-Division Leibstandarte Adolf Hitler
- 60. Infanterie-Division (mot.)
- 14. Panzer-Division
- 13. Panzer-Division
- 125. Infanterie-Division
- 16. Panzer-Division

11 mai 1942
- 14. Panzer-Division
- 16. Panzer-Division
- 22. Panzer-Division
- 60. Infanterie-Division (mot)

## Sources
- (de) III. Armeekorps sur lexikon-der-wehrmacht.de